# Miho Kanno
Miho Kanno (菅野美穂?, Kanno Miho; Saitama, 22 agosto 1977) è un'attrice, cantante, modella e idol giapponese.
È nota principalmente per aver interpretato il ruolo di Tomie Kawakami nel J-Horror Tomie e il ruolo di Sawako in Dolls, diretto da Takeshi Kitano.
In veste di cantante ha inciso due album e cinque singoli.

## Carriera
Miho Kanno debuttò nel 1993, interpretando un ruolo nel dorama Ichigo hakusho.
Il suo debutto in un film avvenne nel 1995, con Dai shitsuren.
Lo stesso anno interpretò un ruolo principale nell'horror Eko Eko Azarak: Wizard of Darkness.
Nel 1998 si aggiudicò il premio come miglior nuovo talento agli Elandor Awards, per la sua interpretazione nel dorama Kimi no te ga sasayaiteiru.
L'anno successivo fu scelta per interpretare Tomie Kawakami in Tomie, diretto da Ataru Oikawa, primo film di una serie tratta dall'omonimo manga di Junji Itō.
Nel 2000 vinse il Japanese Drama Academy Awards come miglior attrice, per Ai wo kudasai.
Nel 2002 interpretò il ruolo di Sawako in Dolls, che le valse il premio come miglior attrice non protagonista dell'Hochi Film Awards, e vinse nuovamente il Japanese Drama Academy Awards come miglior attrice, per Ooku.
Recentemente ha ricoperto ruoli pubblicitari per la linea elettronica Nintendo, per le stampanti OKI e per i braccialetti e gli orologi Dior.

## Filmografia parziale

### Cinema
- Dai shitsuren di Kazuki Ōmori (1995)
- Eko Eko Azarak: Wizard of Darkness (Eko eko azaraku) di Shimako Satō (1995)
- Gozonji! Fundoshi zukin di Takashi Komatsu (1997)
- Falling Into the Evening (Rakka suru yugata) di Naoe Gozu (1998)
- Tomie di Ataru Oikawa (1999)
- Hypnosis (Saimin) di Masayuki Ochiai (1999)
- Kewaishi di Mitsutoshi Tanaka (2001)
- Dolls di Takeshi Kitano (2002)
- Cosmic Rescue (cameo) (2003)
- Lady Joker di Hideyuki Hirayama (2004)
- Sakuran di Mika Ninagawa (2006)
- Permanent Nobara di Yoshida Daihaci (2010)
- Gene Waltz di Kentaro Otani (2011)

### Televisione
- Ichigo hakusho (serie TV) (1993)
- Iguana no musume (serie TV) (1996)
- Kimi no te ga sasayaiteiru (serie TV) (1997-2001)
- Shuumatsukon (serie TV) (1999)
- Ai wo kudasai (serie TV) (2000)
- Ooku (serie TV) (2003)
- Itoshi Kimi e
- Last Present (film TV) (2005)
- Ai no uta (serie TV) (2005)
- Satomi Hakkenden (miniserie TV) (2006)
- Dance Drill (serie TV) (2006)
- Hataraki Man (serie TV) (2007)
- Watashitachi no kyōkasho (2007)
- Tomorrow (serie TV) (2008)
- Kiina (serie TV) (2009)
- Mageranenai onna (serie TV) (2010)
- Guilty (serie TV) (2010)
- Mitsu no aji - A taste of honey (serie TV) (2011)
- Kekkon Shinai (serie TV) (2011)
- Suna no tou: Shiri sugita rinjin (serie TV) (2016)
- Kangoku no ohimesama (2017)
- Uchi no musume wa, kareshi ga dekinai!! (2021)

## Discografia

### Album
- Happy Ice Cream (1995)

### Singoli
- Koi wo shiyou! (1995)
- Taiyou ga suki! (1995)
- Makenai anataga suki (1996)
- Anoko jya nai (1996)
- ZOO ～Ai wo kudasai～ (2000)